# Vallon-sur-Gée
Vallon-sur-Gée – miejscowość i gmina we Francji, w regionie Kraj Loary, w departamencie Sarthe.
Według danych na rok 1990 gminę zamieszkiwało 630 osób, a gęstość zaludnienia wynosiła 37 osoby/km² (wśród 1504 gmin Kraju Loary Vallon-sur-Gée plasuje się na 768. miejscu pod względem liczby ludności, natomiast pod względem powierzchni na miejscu 689.).